# Yellow Cup 1998
Der Yellow Cup ⅩⅩⅦ (1998) in der Schweizer Stadt Winterthur war der 27. Yellow Cup.

## Modus
In dieser Austragung spielten 4 Mannschaften im Modus «K.-o.-System» um den Cup.

## Resultate

### Vorrunde
Resultate nicht bekannt.

### K.-o.-Runde

#### Turnierbaum
|  | Halbfinal | Halbfinal        | Halbfinal |  |          | Final            | Final            | Final            |
|  |           |                  |           |  |          |                  |                  |                  |
|  |           |                  |           |  |          |                  |                  |                  |
|  |           | ŠKP Bratislava   | 11        |  |          |                  |                  |                  |
|  |           | Russland         | 18        |  |          |                  |                  |                  |
|  |           |                  |           |  | Russland | 29               |                  |                  |
|  |           |                  |           |  |          | TV Suhr          | 21               |                  |
|  |           | TV Suhr          | 24        |  |          |                  |                  |                  |
|  |           | Republika Srpska | 10        |  |          | Spiel um Platz 3 | Spiel um Platz 3 | Spiel um Platz 3 |
|  |           |                  |           |  |          |                  | ŠKP Bratislava   | 26               |
|  |           | Republika Srpska | 27        |  |          |                  |                  |                  |
|  |           |                  |           |  |          |                  |                  |                  |

#### Halbfinal
| 27. Dezember 1998 | ŠKP Bratislava | 11:18 | Russland | Eulachhalle |
| 27. Dezember 1998 | (7:8)          |       |          | Eulachhalle |
| 27. Dezember 1998 |                |       |          | Eulachhalle |

| 27. Dezember 1998 | TV Suhr | 24:10 | Republika Srpska | Eulachhalle |
| 27. Dezember 1998 | (11:6)  |       |                  | Eulachhalle |
| 27. Dezember 1998 |         |       |                  | Eulachhalle |

#### Spiel um Platz 5
| 27. Dezember 1998 | Pfadi Winterthur | 39:27 | Yellow Winterthur | Eulachhalle |
| 27. Dezember 1998 | (18:14)          |       |                   | Eulachhalle |
| 27. Dezember 1998 |                  |       |                   | Eulachhalle |

#### Spiel um Platz 3
| 27. Dezember 1998 | ŠKP Bratislava | 26:27 | Republika Srpska | Eulachhalle |
| 27. Dezember 1998 | (12:18)        |       |                  | Eulachhalle |
| 27. Dezember 1998 |                |       |                  | Eulachhalle |

#### Final
| 27. Dezember 1998 | Russland | 29:21 | TV Suhr | Eulachhalle Zuschauer: 2300 |
| 27. Dezember 1998 | (16:10)  |       |         | Eulachhalle Zuschauer: 2300 |
| 27. Dezember 1998 | [ 2 ]    |       |         | Eulachhalle Zuschauer: 2300 |

## Torschützenliste
Bei gleicher Anzahl von Treffern sind die Spieler alphabetisch geordnet.
| Pl. | Spieler          | Verein   | Land               | Tore |
| --- | ---------------- | -------- | ------------------ | ---- |
| 1.  | Goran Perkovac   | TV Suhr  | Schweiz / Kroatien | 21   |
| 2.  | Carlos Lima      | TV Suhr  | Schweiz / Spanien  | 19   |
| 3.  | Sergei Pogorelow | Russland | Russland           | 16   |

## Auszeichnungen
| Auszeichnung          | Spieler          | Verein   | Land     |
| --------------------- | ---------------- | -------- | -------- |
| Attraktivster Spieler | Sergei Pogorelow | Russland | Russland |
| Bester Torhüter       | Lee Suik-houng   | TV Suhr  | Südkorea |

## Teilnahme der Republika Srpska
Die Auswahl der Republika Srpska wollte mit ihrer Teilnahme Werbung für einen eigenständigen Verband und eine eigenständige Nationalmannschaft machen. Die Europäische Handballföderation wollte aber keine Separation vom Verband von Bosnien & Herzegowina.